# Bruno Martignoni
Bruno Martignoni (Gambarogno, Suiza, el 13 de diciembre de 1992) es un futbolista suizo. Juega de Defensor y su club actual es el FC Chiasso de la Challenge League donde juega en calidad de cedido por el FC Lugano.

## Clubes
| Club                      | País   | Año       | Jugados(goles) |
| ------------------------- | ------ | --------- | -------------- |
| FC Locarno                | Suiza  | 2009-2013 | 73(0)          |
| Cagliari CalcioB (cedido) | Italia | 2010-2011 | 18(1)          |
| FC Aarau                  | Suiza  | 2013-2016 | 63(1)          |
| Servette FC               | Suiza  | 2014-2015 | 17(1)          |
| FC Lugano                 | Suiza  | 2017-     |                |
| FC Chiasso (cedido)       | Suiza  | 2017-     |                |